# Wellington Castro
Wellington G. Castro Reynoso (nacido el 12 de junio de 1979 en Santo Domingo, República Dominicana) es un artista marcial del sistema American Kenpo, con varios campeonatos mundiales y cinco campeonatos de España en la modalidad Full Kenpo. Además de esto, posee dos copas de España en las modalidades de Full y Semi kenpo

## Títulos
| Año  | Competición                    | Lugar            | Resultado | Evento                  |
| ---- | ------------------------------ | ---------------- | --------- | ----------------------- |
| 2018 | Campeonato mundial             | Budapest         | 1.º       | Full kenpo              |
| 2018 | Campeonato mundial             | Budapest         | 2.º       | Semi kenpo              |
| 2018 | Campeonato de España           | Guadalajara      | 1.º       | Full kenpo              |
| 2018 | Campeonato de España           | Guadalajara      | 2.º       | Semi kenpo              |
| 2018 | Copa de España                 | Madrid           | 1.º       | Full kenpo              |
| 2018 | Copa de España                 | Madrid           | 1.º       | Semi kenpo              |
| 2019 | Campeonato de España           | Ribeira          | 1.º       | Full kenpo              |
| 2019 | Campeonato de España           | Ribeira          | 2.º       | Semi kenpo              |
| 2019 | Campeonato de Europa           | Lisboa           | 2.º       | Full kenpo              |
| 2019 | Campeonato de Europa           | Lisboa           | 2.º       | Semi kenpo              |
| 2019 | Campeonato mundial             | Guadalajara      | 3.º       | Full kenpo              |
| 2019 | Campeonato mundial             | Guadalajara      | 3.º       | Semi kenpo              |
| 2020 | Campeonato de España           | Guadalajara      | 1.º       | Full kenpo              |
| 2020 | Campeonato de España           | Guadalajara      | 1.º       | Semi kenpo              |
| 2021 | Campeonato de España de clubes | Guadalajara      | 1.º       | Individual - Full kenpo |
| 2021 | Campeonato de España de clubes | Guadalajara      | 2.º       | Individual - Semi kenpo |
| 2021 | Campeonato de España de clubes | Guadalajara      | 2.º       | Individual - Sumisión   |
| 2022 | Campeonato de España           | Granada          | 1.º       | Full kenpo              |
| 2022 | Campeonato de España           | Granada          | 2.º       | Semi kempo              |
| 2022 | Campeonato de España           | Granada          | 2.º       | Sumisión                |
| 2023 | Campeonato mundial             | Caldas da Rainha | 1.º       | Full kenpo              |
| 2023 | Campeonato mundial             | Caldas da Rainha | 1.º       | Semi kempo              |
| 2023 | Campeonato mundial             | Caldas da Rainha | 1.º       | Katas sincronizadas     |
| 2023 | Campeonato mundial             | Caldas da Rainha | 3.º       | Sumisión                |